# Road Of Life (együttes)
A Road Of Life egy erdélyi rockegyüttes, amely 2018. május 9-én alakult. Tagjai 2023-ban: Farnas Tamás dobos, Maruzsán Sándor basszusgitáros, Farnas Fanni énekes, Urkon Zoltán gitáros és Incze László - Csaba gitáros. Az évek során az együttes elég sok változáson ment keresztül, erre a rögös útra utal az együttes neve, a Road Of Life, avagy az élet útja.

## Története

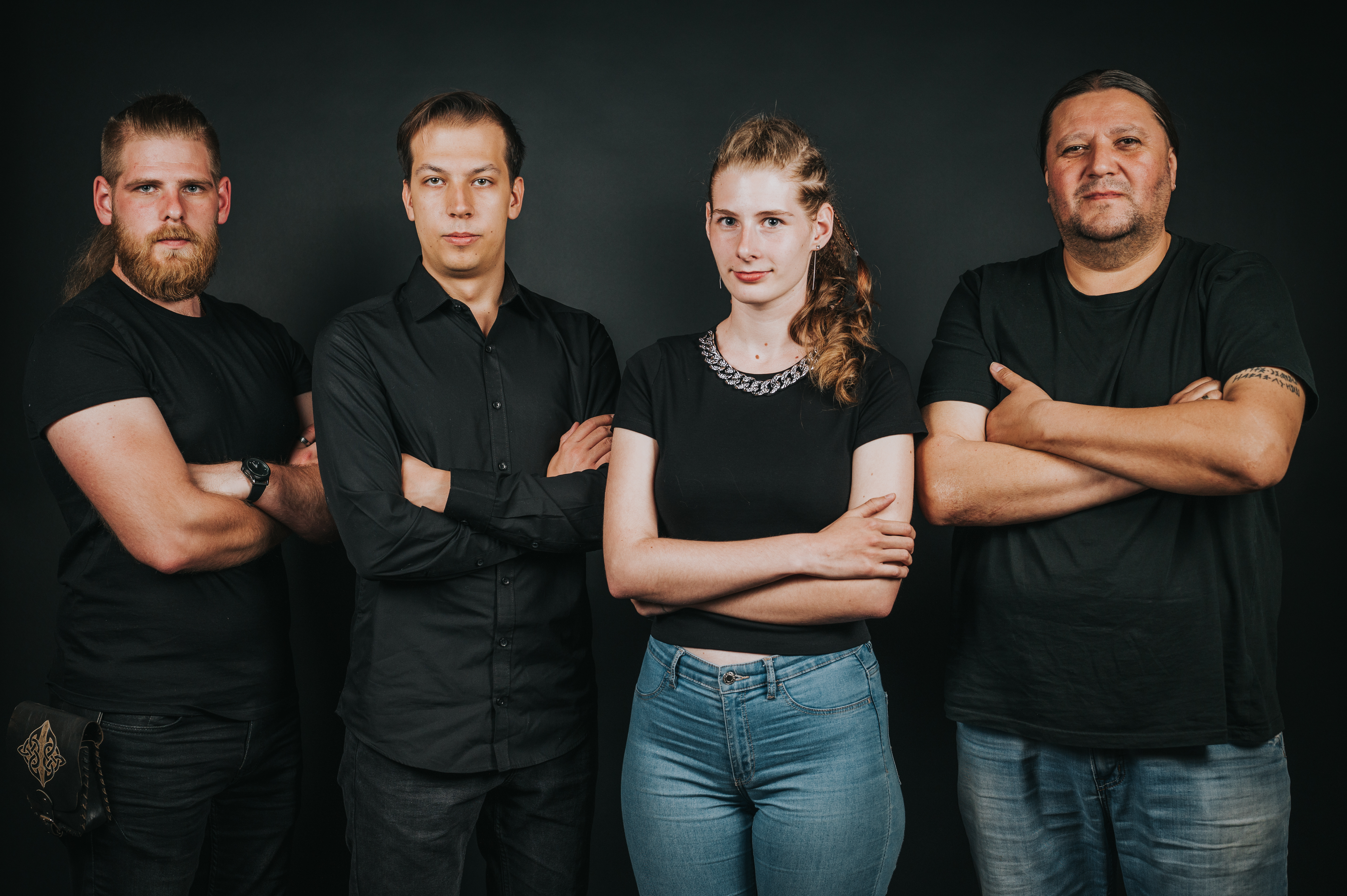

### Kezdetek (2018-2021)
Kezdetben a pop-rock, illetve a folk-rock stílust képviselték, mivel a hegedű adott egy népi motívumokat erősítő különleges hangzást, viszont az évek során sokat alakult. Alapító tagjai Gáspár Claudius énekes, gitáros, Farnas Tamás dobos és Máté Lóránd hegedűs. 
Az alakulás után nem sokkal megnyerték a Székelyudvarhelyen megrendezett Peron Music tehetségkutatót, így kijuthattak a budapesti döntőre is. Az évek során rengeteg koncertet tudhatnak maguk mögött mind Erdélyben, mind Magyarországon. 2019-ben részt vettek a Siculus Fesztiválon Székelyudvarhelyen.
Több dal is született az első 3 évben, Gáspár Claudius dalszövegei által és ,,Frontember" szerepének köszönhetően mint például a Darabokra hullik, Szólj rám, Nem hallom a hangotokat, Bennem él, Ördög tánc stb. A daloknak nagy sikere volt, a közönség nagyon jól fogadta. Ezek a dalok intenzív érzésekből születtek, mint egy átmulatott éjszaka, egy szerelmi csalódás vagy az élet örömei.
2020-ban Gáspár Claudius kiszállt az együttesből, helyére egy már a kezdetektől lelkes rajongót kértek fel, Farnas Fannit. Jelenleg az új saját dalok szövegeit is ő írja. 
2021-ben Máté Lóránd is kiszállt, ekkor az együttes zenei stílusa jelentősen megváltozott, a heavy metal felé vette az irányt. A hegedűt a szólógitár váltotta fel, a feldolgozások egy része is kicserélődött.

### Nem akarok(2021)
2021-ben megjelent a Nem akarok című számuk, egy nagyon érzelmes és őszinte dal, amelyben az énekesnő, Farnas Fanni a saját érzéseit fejezi ki. A dal arról szól, hogy néha nehéz kiállni az érzéseinkért, és az összes körülöttünk lévő hatás miatt nehéz megtalálni azt az utat, amelyen járni szeretnénk. A dal hangulata nagyon mély de ugyanakkor motiváló is. Azt üzeni, hogy hogy ne engedjük a külvilág számára, hogy befolyásolja az életünket. Merjünk kiállni az igazunkért és hinni magunkban. 

## Tagok

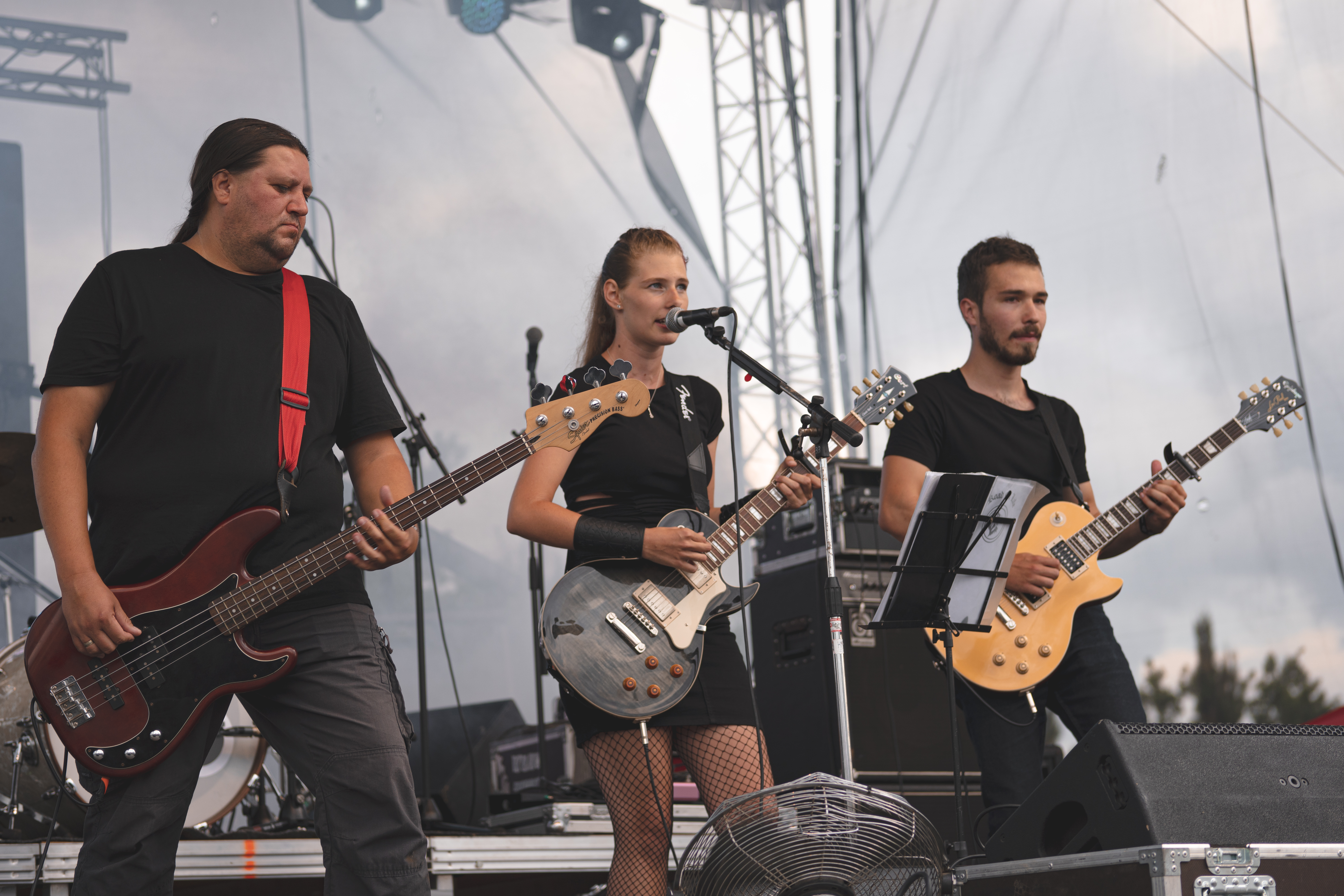
A Tiltott Fesztiválon a Pokolgép előzenekaraként

### Jelenlegi tagok
- Farnas Tamás
- Maruzsán Sándor
- Incze László - Csaba
- Urkon Zoltán
- Farnas Fanni

### Korábbi tagok
- Gáspár Claudius
- Máté Lóránd
- Csató Ákos

|                     | 2018 | 2019 | 2020 | 2021 | 2022 | 2023 |
| ------------------- | ---- | ---- | ---- | ---- | ---- | ---- |
| Gáspár Claudius     | x    | x    | x    |      |      |      |
| Máté Lóránd         | x    | x    | x    | x    |      |      |
| Farnas Tamás        | x    | x    | x    | x    | x    | x    |
| Maruzsán Sándor     |      | x    | x    | x    | x    | x    |
| Farnas Fanni        |      |      | x    | x    | x    | x    |
| Csató Ákos          |      |      |      |      | x    |      |
| Urkon Zoltán        |      |      |      |      |      | x    |
| Incze László -Csaba |      |      |      |      |      | x    |